# Monestier-d'Ambel
Pour les articles homonymes, voir Monestier et Ambel.
Monestier-d'Ambel est une commune française située dans le département de l'Isère, en région Auvergne-Rhône-Alpes.
C'est l'une des communes les moins peuplées du département.

## Géographie

### Situation et description
Le Monestier-d'Ambel est situé au nord du massif du Dévoluy, sur la rive droite de la Souloise, à l'entrée du lac du Sautet.
Le village est adossé à la montagne de Faraud, face au massif de l'Obiou. Au contraire de Pellafol, situé sur la rive opposée de la Souloise sur une plaine résiduelle d'origine glaciaire, Monestier ne dispose guère de terres cultivables, et l'activité agricole y est difficile. Largement exposé à l'ouest et au nord, le village subit un climat plutôt rude.
Quatre-vingts pour cent du territoire communal sont inclus dans le site Natura 2000 « Massif de l’Obiou et Gorges de la Souloise ».

### Communes limitrophes
- Ambel
- Beaufin
- Le Glaizil
- Dévoluy
- Pellafol

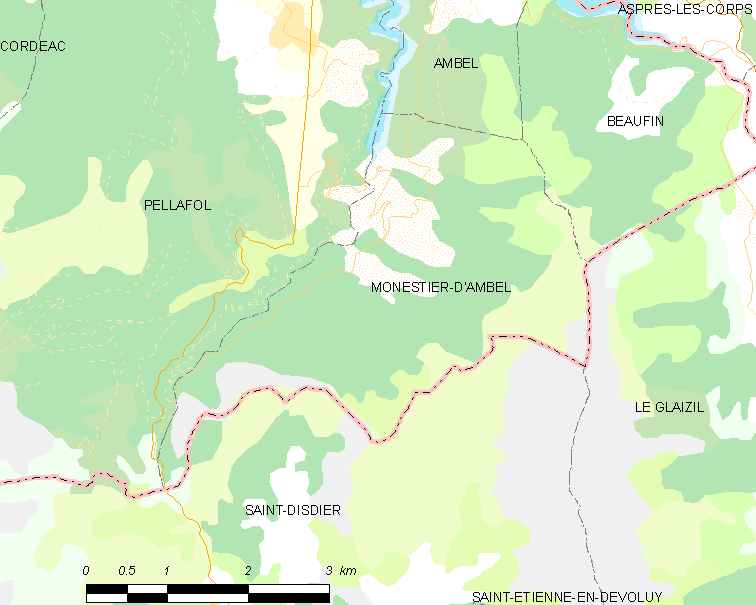
Pan de Monestier et d'Ambiel

Dévoluy et Le Glaizil sont dans les Hautes-Alpes et les trois autres communes dans le département de l'Isère.

### Climat
Pour des articles plus généraux, voir Climat d'Auvergne-Rhône-Alpes et Climat de l'Isère.
En 2010, le climat de la commune est de type climat de montagne, selon une étude du Centre national de la recherche scientifique s'appuyant sur une série de données couvrant la période 1971-2000. En 2020, Météo-France publie une typologie des climats de la France métropolitaine dans laquelle la commune est exposée à un climat de montagne ou de marges de montagne et est dans la région climatique  Alpes du sud, caractérisée par une pluviométrie annuelle de 850 à 1 000 mm, minimale en été. 
Pour la période 1971-2000, la température annuelle moyenne est de 8,5 °C, avec une amplitude thermique annuelle de 17,8 °C. Le cumul annuel moyen de précipitations est de 1 109 mm, avec 8,7 jours de précipitations en janvier et 6,4 jours en juillet. Pour la période 1991-2020, la température moyenne annuelle observée sur la station météorologique de Météo-France la plus proche, « Pellafol-Chaneaux », sur la commune de Pellafol à 3 km à vol d'oiseau, est de 9,5 °C et le cumul annuel moyen de précipitations est de 989,6 mm,. Pour l'avenir, les paramètres climatiques de la commune estimés pour 2050 selon différents scénarios d'émission de gaz à effet de serre sont consultables sur un site dédié publié par Météo-France en novembre 2022.

### Lieux-dits et écarts
La commune comporte 3 groupes d'habitations : 
- le village, où se trouvent la mairie et une dizaine d'habitations ainsi que l'église. Une scierie artisanale y constitue, à ce jour, l'unique activité professionnelle ;
- le hameau de Tardivière, sur la route des Gillardes, abrite majoritairement des résidences secondaires et sert de point de départ de quelques belles randonnées.
- le Mas, en bordure du lac du Sautet, fut autrefois un hameau prospère où les activités agricoles permettaient à plusieurs familles d'y vivre. Aujourd'hui, les propriétaires de la bâtisse y exploitent des gîtes à destination touristique.

### Communications et transports
Le Monestier est difficile d'accès : la seule route le traversant est la D 217 qui mène au nord à Ambel et au-delà en direction de la N 85, et au sud vers Saint-Disdier et le Dévoluy par la D 537. Une petite route descendant du village au pont du Mas permet de rejoindre la D 537 et d'aller vers Corps, le plus proche village possédant des commerces et des services, à 15 kilomètres. Grenoble, la préfecture, est à 80 kilomètres par de mauvaises routes à travers le Trièves ou le Beaumont. Gap, préfecture des Hautes-Alpes, est un peu plus proche : 45 kilomètres par Ambel et la N 85, 50 kilomètres par le Dévoluy.
Aucun service de transport public ne dessert la commune.

## Urbanisme

### Typologie
Au 1er janvier 2024, Monestier-d'Ambel est catégorisée commune rurale à habitat très dispersé, selon la nouvelle grille communale de densité à sept niveaux définie par l'Insee en 2022.
Elle est située hors unité urbaine et hors attraction des villes,.

### Occupation des sols
L'occupation des sols de la commune, telle qu'elle ressort de la base de données européenne d’occupation biophysique des sols Corine Land Cover (CLC), est marquée par l'importance des forêts et milieux semi-naturels (87,2 % en 2018), en augmentation par rapport à 1990 (85,8 %). La répartition détaillée en 2018 est la suivante : 
forêts (66,9 %), milieux à végétation arbustive et/ou herbacée (15,7 %), zones agricoles hétérogènes (12,4 %), espaces ouverts, sans ou avec peu de végétation (4,5 %), eaux continentales (0,4 %). L'évolution de l’occupation des sols de la commune et de ses infrastructures peut être observée sur les différentes représentations cartographiques du territoire : la carte de Cassini (XVIIIe siècle), la carte d'état-major (1820-1866) et les cartes ou photos aériennes de l'IGN pour la période actuelle (1950 à aujourd'hui).

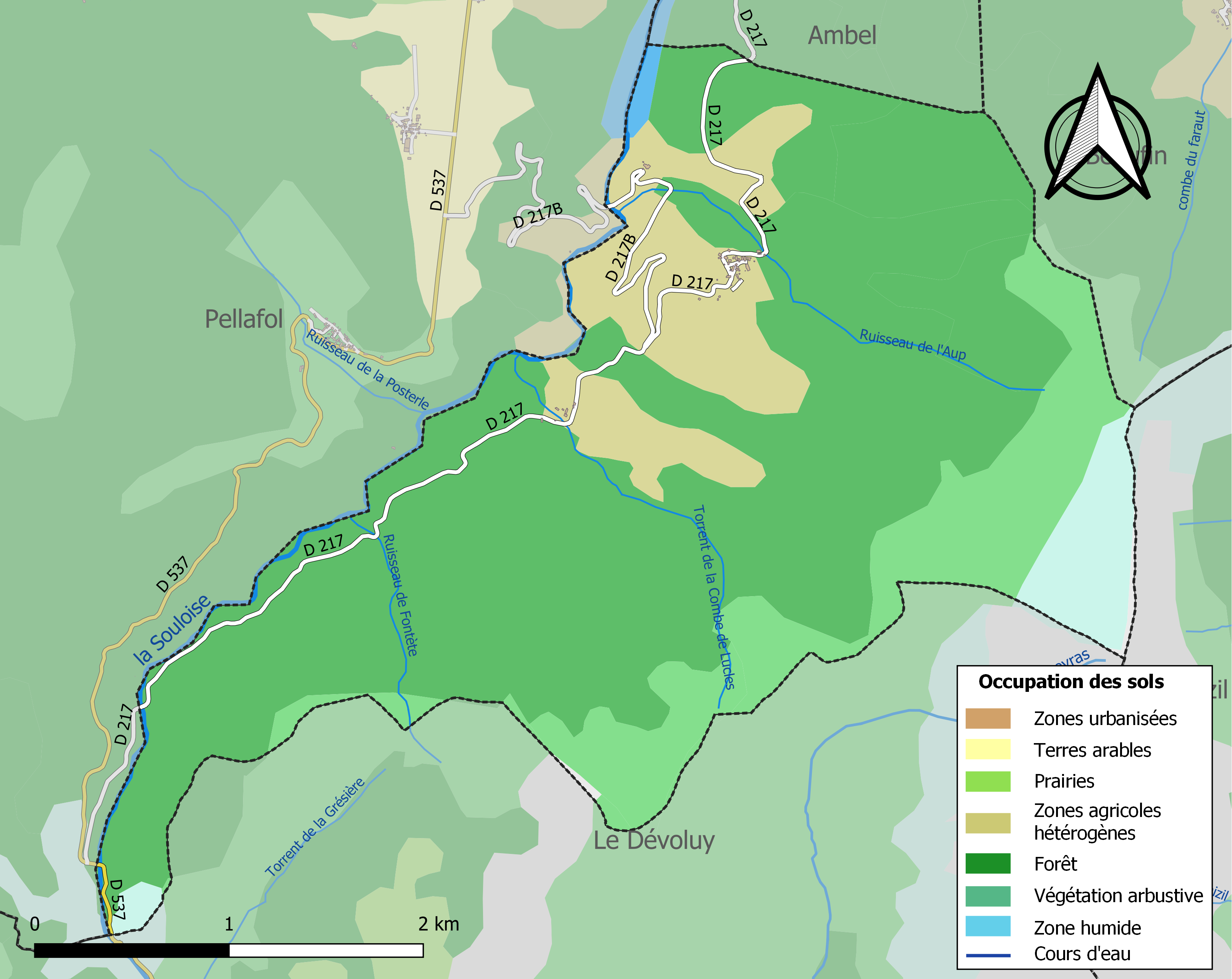
Carte des infrastructures et de l'occupation des sols de la commune en 2018 (CLC).

### Risques naturels et technologiques

#### Risques sismiques
L'ensemble du territoire de la commune de Monestier d'Ambel est situé en zone de sismicité no 3, dite « modérée » (sur une échelle de 1 à 5), comme la plupart des communes de son secteur géographique. Ce territoire se situe cependant au sud de la limite d'une zone sismique classifiée de « moyenne ».
| Type de zone | Niveau            | Définitions (bâtiment à risque normal) |
| ------------ | ----------------- | -------------------------------------- |
| Zone 3       | Sismicité modérée | accélération = 1,1 m/s2                |

## Toponymie

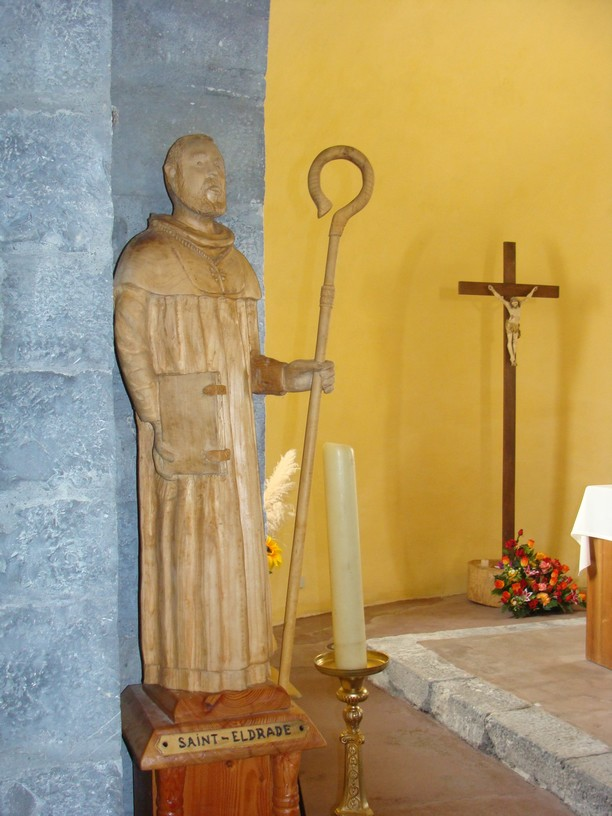
Statue de saint Eldrade dans l'église du village.

## Histoire
Le Monestier (monastère) d'Ambel a été fondé, probablement au Xe siècle, par les moines de l'abbaye de la Novalaise à proximité d'Ambel, village où était né Eldrade, leur prieur, en 781.
Avant 1800, la commune de Monestier-d'Ambel est rattachée aux Hautes-Alpes par certaines publications, mais l'état-civil dès 1792 la place dans l'Isère.

## Politique et administration

### Liste des maires
| Période                                  | Période  | Identité              | Étiquette | Qualité                    |
| ---------------------------------------- | -------- | --------------------- | --------- | -------------------------- |
| 1807                                     | 1822     | Jean-Jacques Gagnaire |           |                            |
| 1822                                     | 1825     | François Vernet       |           |                            |
| 1825                                     | 1825     | M. Barbe              |           | maire par Intérim          |
| 1826                                     | 1826     | Philippe Blanchard    |           | maire par Intérim          |
| 1827                                     | 1848     | Philippe Blanchard    |           |                            |
| 1935                                     | 1945     | Auguste Roux          |           |                            |
| 1945                                     | 1953     | Adrien Isaac          |           |                            |
| 1953                                     | 1971     | Léon Roux             |           |                            |
| 1971                                     | 1977     | Henri Roux            |           |                            |
| 1977                                     | 1995     | Georges Perrier       |           |                            |
| 1995                                     | 2014     | Jean-Claude Courteau  |           |                            |
| 2014                                     | 2020     | Jean-Paul Bertrand    | SE        | Retraité Fonction publique |
| 2020                                     | En cours | Franck Gerbi          | SE        |                            |
| Les données manquantes sont à compléter. |          |                       |           |                            |

## Population et société

### Démographie
L'évolution du nombre d'habitants est connue à travers les recensements de la population effectués dans la commune depuis 1793. Pour les communes de moins de 10 000 habitants, une enquête de recensement portant sur toute la population est réalisée tous les cinq ans, les populations de référence des années intermédiaires étant quant à elles estimées par interpolation ou extrapolation. Pour la commune, le premier recensement exhaustif entrant dans le cadre du nouveau dispositif a été réalisé en 2004.

En 2022, la commune comptait 14 habitants, en évolution de −39,13 % par rapport à 2016 (Isère : +3,07 %, France hors Mayotte : +2,11 %).
| 1793 | 1800 | 1806 | 1821 | 1831 | 1836 | 1841 | 1846 | 1851 |
| ---- | ---- | ---- | ---- | ---- | ---- | ---- | ---- | ---- |
| 207  | 192  | 194  | 210  | 195  | 217  | 213  | 217  | 208  |

| 1856 | 1861 | 1866 | 1872 | 1876 | 1881 | 1886 | 1891 | 1896 |
| ---- | ---- | ---- | ---- | ---- | ---- | ---- | ---- | ---- |
| 208  | 187  | 188  | 200  | 204  | 213  | 205  | 172  | 169  |

| 1901 | 1906 | 1911 | 1921 | 1926 | 1931 | 1936 | 1946 | 1954 |
| ---- | ---- | ---- | ---- | ---- | ---- | ---- | ---- | ---- |
| 133  | 139  | 112  | 94   | 73   | 80   | 81   | 65   | 37   |

| 1962 | 1968 | 1975 | 1982 | 1990 | 1999 | 2004 | 2006 | 2009 |
| ---- | ---- | ---- | ---- | ---- | ---- | ---- | ---- | ---- |
| 28   | 32   | 30   | 48   | 64   | 20   | 24   | 21   | 22   |

| 2014 | 2019 | 2022 | - | - | - | - | - | - |
| ---- | ---- | ---- | - | - | - | - | - | - |
| 21   | 16   | 14   | - | - | - | - | - | - |

### Enseignement
La commune est rattachée à l'académie de Grenoble.

### Médias
Historiquement, le quotidien régional Le Dauphiné libéré consacre, chaque jour, y compris le dimanche, dans son édition de Romanche et Oisans, un ou plusieurs articles à l'actualité du canton et de la communauté de communes, quelquefois de la commune, ainsi que des informations sur les éventuelles manifestations locales.

### Cultes
La communauté catholique et l'église paroissiale de Monestier-d'Ambel (propriété de la commune) dépendent de la paroisse Saint Pierre Julien Eymard qui rassemble un grand nombre de villages autour de la cité de La Mure. Cette paroisse est rattachée au diocèse de Grenoble-Vienne.

## Culture et patrimoine

### Lieux et monuments

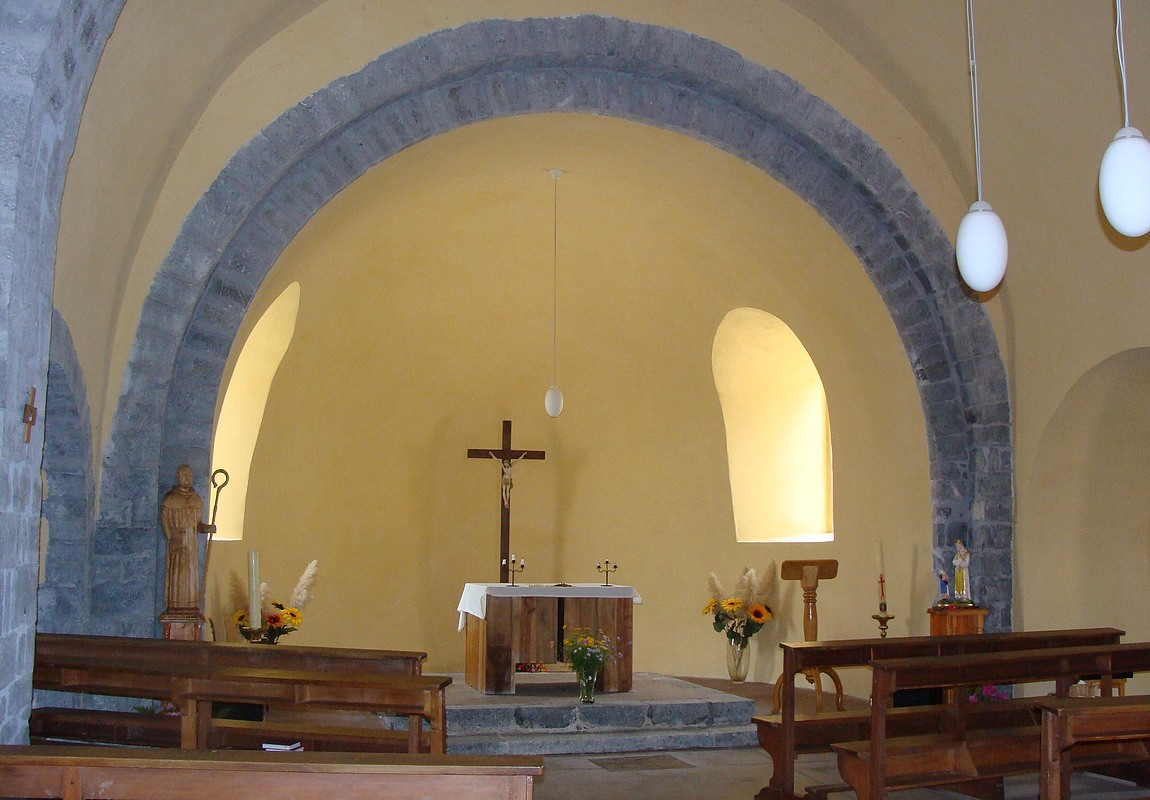
Intérieur de l'église

- L'église de l'Exaltation-de-la-Sainte-Croix, modeste, contenant une statue de saint Eldrade, dont les disciples ont fondé le monestier d'Ambel.
- L'ancien monastère (le monestier) a presque totalement disparu.
- Les Petites Gillardes, exsurgence intermittente de la montagne de Faraud, sur la route de Saint-Disdier, en face des Grandes Gillardes, situées sur la rive opposée de la Souloise, sur la commune de Pellafol.
- Les bords de la Souloise, accessibles depuis le pont de la Baume.
- Le petit Bréchon, piton rocheux dominant de 500 mètres le fond de la vallée.

### Personnalités liées à la commune
- saint Eldrade

### Héraldique
|  | Monestier-d'Ambel possède des armoiries dont l'origine et le blasonnement exact ne sont pas disponibles. |